# Ilex longecaudata
Ilex longecaudata är en järneksväxtart som beskrevs av H.F. Comber. Ilex longecaudata ingår i släktet järnekar, och familjen järneksväxter. Utöver nominatformen finns också underarten I. l. glabra.